# Supercoupe de Belgique féminine de football
Pour les articles homonymes, voir Supercoupe de Belgique.
 (mai 2024).
Si vous disposez d'ouvrages ou d'articles de référence ou si vous connaissez des sites web de qualité traitant du thème abordé ici, merci de compléter l'article en donnant les références utiles à sa vérifiabilité et en les liant à la section « Notes et références ».
La Supercoupe de Belgique est une compétition de football féminin opposant le vainqueur du Championnat de Belgique de football féminin à celui de la Coupe de Belgique de football féminin. Depuis 2013, cette compétition n'est plus disputée.

## Palmarès
| Année        | Vainqueur du championnat | Vainqueur de la Coupe         | Score              |
| 1984         | Standard Fémina de Liège | Brussel Dames 71              | 1 - 0              |
| 1985         | non disputé              |                               |                    |
| 1986         | Standard Fémina de Liège | Eva's Kumtich                 | 6 - 1, 1 - 3       |
| 1987 et 1988 | non disputé              |                               |                    |
| 1989         | Standard Fémina de Liège | Herk Sport                    | 1 - 1, 8 - 2       |
| 1990 à 1993  | non disputé              |                               |                    |
| 1994         | Standard Fémina de Liège | RSC Anderlecht                | 3 - 1              |
| 1995         | RSC Anderlecht           | Standard Fémina de Liège      | 5 - 0              |
| 1996         | VC Dames Eendracht Alost | RSC Anderlecht                | 0 - 5              |
| 1997         | RSC Anderlecht           | KFC Rapide Wezemaal           | 2 - 1              |
| 1998         | RSC Anderlecht           | VC Dames Eendracht Alost      | 1 - 4              |
| 1999 à 2005  | non disputé              |                               |                    |
| 2006         | KFC Rapide Wezemaal      | Standard Fémina de Liège      | 4 - 1              |
| 2007         | KFC Rapide Wezemaal      | DVC Zuid-West Vlaanderen      | 4 - 1              |
| 2008         | KVK Tirlemont            | RSC Anderlecht                | 6 - 1              |
| 2009         | Standard Fémina de Liège | Sinaai Girls                  | 2 - 2 (tab: 6 - 5) |
| 2010         | Saint-Trond VV           | Sinaai Girls                  | 0 - 4              |
| 2011         | Standard Fémina de Liège | Waasland Beveren-Sinaai Girls | 3 - 0              |
| 2012         | Standard Fémina de Liège | Lierse SK                     | 3 - 1              |